# 索赫爾·熱那
索赫爾·熱那（1977年—），孟加拉國商人，熱納大廈的所有者。2013年4月24日大廈倒塌造成1,134人死亡後，他於4月28日被逮捕，關押至今。

## 生平
索赫爾·熱那於1977年出生在薩瓦附近的一個村莊，其父阿卜杜勒是一家榨油坊的老闆，2000年後隨著紡織工業的發展當地地價上漲，熱納一家在炒地皮上獲利頗豐，同時與當地黑社會勾結，通過偽造合同和暴力强買獲取土地。熱納在學生時代就參與了當時執政的孟加拉國人民聯盟的組織，後來成為了地方樁脚，利用其支持者來製造和破壞罷工，連警方都不敢和他對著幹。熱那參與了黑社會組織並成為薩瓦的黑社會頭目之一，他和他的手下持有大量武器，是當地一個毒品交易網的組成部分，當地警察局長表示，過去最活躍的毒窩就在熱納大廈的背後。
熱那和他的父親在2006年建造了熱納大廈，他們暴力威脅共同所有者並偽造契約以獲得整座大廈，還通過行賄從政治盟友那裡獲得了將原本設計為兩層的大廈擴建到五層的許可，最後將大廈私自擴建至八層並將三層及以上樓層出租為製衣工廠。熱納大廈的建築不是為了工廠而建造的，而是用來作為超市和商店街的，大廈的強度不足以承受工廠使用的重型機械產生的振動。由於大廈原本位於一個熱納使用暴力和偽造地契奪取的池塘之上，地基也不甚穩固，建造過程中的偷工減料加劇了大廈的質量問題。
2013年4月23日，大廈三樓工廠的工人聼到了類似於爆炸的聲響，發現墻壁裂開了，當地安全核查人員前來進行檢查時，發現大樓承重柱出現裂縫，隨即要求疏散樓內人員且永久關閉該大廈。位於下面幾層的數家商店和一家銀行在得到消息後立即關閉，當地電視台亦报道大廈出現裂縫的情形，但熱納卻叫來一批記者對他們稱裂縫“是牆上的石膏壞了”。第二天，熱納和工廠主對工人聲稱大楼建築並没有安全问题，並以扣一個月工資相威脅强迫工人重返工作崗位，當工廠的機器打開並震動建築物時，大廈倒塌並造成1,134人死亡，另有約2,500人受傷。

## 入獄
熱納大廈倒塌後，索赫爾·熱那從他位於地下室的辦公室逃離薩瓦，四天後的28日，警方在傑索爾縣的貝納波爾邊境口岸逮捕了試圖逃往印度的熱那，指控他犯有行賄和謀殺。4月30日，高等法院查扣並最終沒收了他的資產。5月1日國際勞動節期間，數千名工人在達卡市中心遊行，要求對熱那處以死刑。2014年3月，熱那在高等法院獲准保釋六個月，引起民衆的憤怒。然而由於警方提出的其他指控正在審理中，拉納並沒有被釋放出獄。
2014年6月15日，孟加拉國反腐敗委員會對索赫爾·熱那等14人提起訴訟，指控他們建造了設計有缺陷的熱納大廈。2015年6月1日，孟加拉國警方對包括熱納在内的42人提起了謀殺指控，他們於2016年7月28日被正式起訴。2016年6月14日，索赫爾·熱那和其他17人因在熱納大廈的建設中違反建築規範而被起訴。2017年8月29日，熱納因未能向孟加拉國反貪委員會申報個人財富而被法院判處三年監禁。由於他在2016年8月就違反建築規範一案向孟加拉國最高法院上訴，謀殺和其他指控的審判無限期推遲，目前他仍被關押在達卡中央監獄。